# Acanthopholis eucercus
Acanthopholis eucercus, beskriven av Seeley år 1869, är nomen dubium och antas vara en iguanodontid. Den hittades i Cambridge Green Sand Formation i Cambridgeshire, England.
Artens svanskotor har en annan form jämförd med Acanthopholis horridus.